# Antonio Benito López
Pour les articles homonymes, voir Benito et López.
Antonio Benito López né le 18 août 1994 à Tomelloso en Espagne est un triathlète professionnel espagnol, champion du monde de triathlon longue distance en 2024.

## Palmarès
Les tableaux présentent les résultats les plus significatifs (podium) obtenus sur le circuit national et international de triathlon et duathlon depuis 2014,.
| Année | Compétition                                 | Pays        | Position           | Temps           |
| ----- | ------------------------------------------- | ----------- | ------------------ | --------------- |
| 2024  | Championnat du monde longue distance        | Australie   | Médaille d'or      | 5 h 2 min 54 s  |
| 2024  | Championnat d'Europe moyenne distance       | Portugal    | Médaille d'or      | 3 h 38 min 16 s |
| 2024  | Zarauzko Triathlon                          | Espagne     | Médaille d'or      | 3 h 49 min 37 s |
| 2024  | Ironman Vitoria-Gasteiz                     | Autriche    | Médaille d'or      | 7 h 36 min 38 s |
| 2023  | Championnat du monde longue distance        | Espagne     | Médaille d'argent  | 5 h 17 min 49 s |
| 2023  | Ironman 70.3 Swansea                        | Royaume-Uni | Médaille d'or      | 4 h 0 min 28 s  |
| 2023  | Ironman 70.3 Pucón                          | Chili       | Médaille d'or      | 3 h 55 min 12 s |
| 2023  | Ironman 70.3 Fortaleza                      | Brésil      | Médaille d'argent  | 3 h 47 min 17 s |
| 2022  | Championnat d'Europe moyenne distance       | Portugal    | Médaille d'or      | 3 h 41 min 34 s |
| 2022  | Bilbao Triathlon                            | Portugal    | Médaille d'or      | 3 h 41 min 34 s |
| 2022  | Zarauzko Triathlon                          | Espagne     | Médaille d'or      | 3 h 56 min 44 s |
| 2022  | Ironman 70.3 Swansea                        | Royaume-Uni | Médaille d'argent  | 3 h 57 min 14 s |
| 2022  | Half Pampelune                              | Espagne     | Médaille d'argent  | 3 h 49 min 57 s |
| 2019  | Championnats d'Espagne duathlon sprint      | Espagne     | Médaille d'or      | 58 min 48 s     |
| 2015  | Coupe d'Afrique - l'étape sprint de Larache | Maroc       | Médaille d'or      | 58 min 13 s     |
| 2014  | Championnat d'Espagne                       | Espagne     | Médaille de bronze | 1 h 53 min 38 s |